# Si Mustapha
 (octobre 2015).
Si vous disposez d'ouvrages ou d'articles de référence ou si vous connaissez des sites web de qualité traitant du thème abordé ici, merci de compléter l'article en donnant les références utiles à sa vérifiabilité et en les liant à la section « Notes et références ».
Si Mustapha (سي مصطفى en arabe, Tagidunt en kabyle, transcrit ⵜⵉⵣⵉ ⵏ ⴰⵜ ⴰⵉⵛⴰ en Tifinagh ; Félix-Faure pendant la colonisation française) est une commune de la wilaya de Boumerdès, dans la daïra d'Isser, faisant partie de la grande Kabylie en Algérie.

## Étymologie
La commune de Si Mustapha tire son nom du chahid Mohamed Saoudi tombé au champ d'honneur en 25 novembre 1958, à Haouch Bengrine. Le chahid Mohamed Saoudi était plus connu par son nom de combattant Si Mustapha. Mohamed Saoudi était chef de secteur durant la révolution algérienne, et avait pour compagnons de lutte :
1. Mohamed El Aïchaoui, journaliste et chahid.
2. Ahcène Maâbout, dit "Si Abdelhamid", lieutenant tombé au champ d’honneur le 23 mars 1957 dans la commune d'Aït Khellili.
3. Khelil Amrane, dit "Si Ali", médecin de Zone tombé au champ d’honneur le 6 novembre 1961 dans un village d'Ikedjane dans la commune de Tifra.
4. Omar Aouchiche, dit "Si Nacer", tombé au champ d’honneur le 23 mars 1957 dans la commune d'Aït Khellili.

## Géologie
La dépression géologique de Si Mustapha est liée à celle de Thénia, et est comprise entre le massif des Khachna, au sud, et le Djebel Bou-Arous, au nord. Ce dernier chaînon forme le promontoire terminal au nord-ouest de la ceinture montagneuse qui enveloppe en un arc de cercle continu le massif de la Kabylie; la ligne de crêtes présente une série de mornes arrondis ou de dômes d'une altitude de 420 à 444 mètres, et se termine à l'est par l'escarpement rocheux de Sidi Feredj (452 mètres) près du village de Boukhanfar, dont la retombée à l'est au-dessus des collines basses de Blad Guitoun ne manque pas de grandeur.
Ces collines sont composées d'argiles bleuâtres, homogènes, sauf sur les bords du rivage de Thénia, où elles sont intercalées de petites couches de sables ou de graviers, dans lesquelles se sont mieux conservées les coquilles de mollusques. Ces argiles marneuses renferment une faible proportion de calcaire ; leur épaisseur peut atteindre 150 mètres. Elles forment les collines dénudées de Tidjelabine, dans lesquelles les ravinements et surtout les tranchées du chemin de fer occasionnent des glissements et des éboulements à la suite des pluies. Ces argiles s'étendent sur le versant est de la dépression de Thénia, et dans toute la région des collines de Si Mustapha et des Issers.
Si-Mustapha compte aussi des terrains d'alluvion qui résultent du lessivage des parties meubles de la surface, et de leur entraînement par les eaux courantes, dans le lit des torrents et ruisseaux qui les ont déposés sur les pentes adoucies par l'étalement du courant, et qui ont une composition très variable, tant au point de vue physique que chimique : ils renferment en effet, les débris, plus ou moins volumineux, les parcelles ténues résultant de la trituration des éléments de toutes les roches soumises à l'érosion. Par suite de la complexité des terrains, le mélange de ces différents matériaux, provenant des sols les plus variés dont nous avons examiné la distribution, a produit des dépôts et un sol d'une grande fertilité; ce sont les terres d'alluvion. Ces alluvions constituent des terrasses au flanc des coteaux ou même à la surface des argiles sahéliennes, ainsi que cela se présente autour de Blad Guitoun à Si Mustapha; ailleurs elles forment les berges plus ou moins élevées des ravins comme pour l'oued Boufroun.

## Géographie

### Localisation
La commune de Si-Mustapha est située à 55 kilomètres à l'est d'Alger et 45 kilomètres à l'ouest de Tizi Ouzou. Elle fait partie de la daïra d'Issers dans l'ouest de la Kabylie.
| Zemmouri.     | Zemmouri.    | Leghata.       |
| Thénia.       | Si-Mustapha. | Bordj Menaïel. |
| Souk El Had . | Issers.      | Issers         |

Sa superficie totale était en 1900 de 11,841 hectares 12 ares 35 centiares.

## Histoire
Cette commune a été peuplée historiquement par les kabyles des âarchs, des tribus de Kabylie tels que les Aïth Aïcha.
Située sur une colline cernée par la montagne Boudhar, les reliefs de Thénia et le fleuve des Issers ; la ville a dessiné son histoire dès l'ère antique. La région de Si Mustapha fut peuplée au temps des Romains depuis la prise de Sarsura (Boumerdès) par Jules César ; des vestiges sont toujours présents dont des pierres et autres sculptures et écritures sur les roches.
Après sa construction à la fin des années 1850 durant la colonisation française, Si Mustapha s'appelait "Blad Guitoun", elle avait le statut de commune de plein exercice de Félix Faure du nom de l'ancien président de la République française.
Au mois de mars 1872, les premiers colons prirent aussi possession des concessions de Blad Guitoun (pays des tentes), le premier village créé, puis insensiblement les autres centres furent distribués.
Le chemin de fer a été ouvert en 1888. Après l'indépendance de l'Algérie en 1962, la localité est devenue "Si-Mustapha", le surnom d'un martyr dénommé Saoudi Mohamed, tombé au champ d’honneur le 25 novembre 1958 à Haouch Bengrine.
La localité a été frappée le 21 mai 2003 par le tremblement de terre de Boumerdès.
La commune de Si Mustapha est située à 55 kilomètres à l'est d'Alger et à 22 kilomètres au Nord de Lakhdaria. Elle est située sur une colline cernée par la montagne Boudhar, les reliefs de Thénia et l'Oued Isser.
De 1860 à 1870, d’anciens soldats français qui avaient fait venir leur famille, s'installèrent dans les parages de Blad Guitoun et tinrent dans des gourbis, construits aux abords des camps et des bivouacs, des débits de comestibles, vins et liqueurs.
À ce bivouac c’est un nommé Germain Chaix, mort en 1881, qui tint une auberge, et ensuite, l’arrivée des Alsaciens et des Lorrains aidant, l’émigration européenne s’intensifia. C'est au mois de mars 1872 que les premiers colons français prirent possession des concessions agricoles de Blad Guitoun (ou le terrain de la tente) qui était le premier village colonial créé dans la plaine des Issers, puis insensiblement les autres centres coloniaux furent distribués autour de lui.
Le centre de population coloniale de Blad Guitoun a été érigé en commune de plein exercice par décret du 30 novembre 1874. Cette commune a ensuite été divisée en cinq sections par décret du 6 août 1875.
La première de ces sections, comprenant le village et le territoire de Blad Guitoun, a pris le nom de Félix Faure par décret du 10 août 1899 en tant que section administrative spécialisée.
C'est en 1900 que la commune a changé de nom pour passer de Blad Guitoun à Félix Faure pour honorer l’ancien Président de la République Française.
La commune était située dans le département d’Alger, dans le canton de Menerville et comprenait les douars de Zaâtra, Zemmouri (depuis 1875), les fermes d’Isserbourg et une partie du douar d’Isser-El-Ouidan.
Le dictionnaire des communes d’Alger précise aussi qu’en ce lieu il y avait des viaducs du chemin de fer.

## Archéologie
À trois kilomètres et demi à l'est de Thénia, et au nord de Si-Mustapha se trouve le village de Blad Guitoun, où on trouve les ruines antiques d'un village berbère assez important. Elles sont situées au-dessus de l'ancienne ferme coloniale Hertman, près de la ligne de chemin de fer de Tizi Ouzou, sur une pente assez raide, tournée vers le sud, et d'où l'on a une vue très étendue : à l'est sur la riche vallée des Issers, au sud sur les gorges de lakhdaria et les montagnes qui les dominent, au sud-ouest et à l'ouest sur les collines boisées qui s'élèvent entre les gorges et le col de Thénia.
Ces ruines, sur lesquelles Charles de Vigneral[Qui ?] a donné quelques indications, étaient peu distinctes en 1898, un très grand nombre de pierres ayant été prises pour la construction de la voie ferrée. Quelques débris de fûts de colonnes et un chapiteau ionique ont été remarqués, de très basse époque, de proportions massives : ces débris ont peut-être appartenu à un lieu de culte. Sur deux fragments d'une stèle grossière, on voit : à droite, une femme assise, probablement une divinité, levant la main droite, tenant de la main gauche un objet rond indistinct ; à gauche, en face d'elle, un personnage debout. Au nord-ouest naît une source qui a été captée par les habitants du village.
Le colonel Schauenburg avait visité le 18 mai 1837 les restes des ruines de ce mausolée, appelé localement "El-Habs". Ce mausolée avait été construit pour un prince berbère local dans une région où les Romains n'ont guère pénétré, et est analogue au Kabr Er-Roumia de Cherchell. Il a été fouillé en 1896 par Armand Viré.

## Commune de Si Mustapha
Blad Guitoun ou Félix Faure , aujourd’hui Si-Mustapha est située a la sortie du Menerville vers Isser . la naissance de la ville de Bled Guitoun remonte au IVe siècle apr. J.-C., et pendant la période des Turc elle fait partie de l'Outhan de Yesser .ce territoire qui est borné au nord par la mer, au sud par l'Outan de hamza, à l'est par sébaou et à l'ouest par le Corso qui le sépare de l'Outan de Khachna.
La naissance de la ville Blad Guitoun c'est pendant la période française dans les années 1860, elle est du ressort de la préfecture d'Alger comprenait alors les villages :
- Zaatra
- Zemmouri
- Isser bourg
- les fermes et le territoire de Yesser-el-ouidane

Blad Guitoun est constituée en commune en 1874 par arrêté du gouverneur général Monsieur le Comte de Gueydon, le 30 novembre 1874, ensuite elle portait depuis 1901 le nom de Félix Faure, pour honorer la mémoire du  président de la République française Félix Faure, juste après l'indépendance 1962 que l'on nome Si-Mustapha en l'honneur du martyr qui est tombé mort au champ d'honneur le 25 novembre 1958 de son vrai nom c'est Monsieur: Mohamed Saoudi fils de Rabah Omar qui habitait au vieux village (blad guitoun) et Si-Mustapha c'est son nom du maquis.
Au bivouac de Si Mustapha, c’est un nommé Germain Chaix, mort en 1881, qui tint une auberge, et ensuite, l’arrivée des Alsaciens et des Lorrains aidant, l’émigration européenne s’intensifia.
C'est au mois de mars 1872 que les premiers colons français prirent possession des concessions agricoles de Si Mustapha, qui était le premier village colonial créé dans la plaine des Issers, puis insensiblement les autres centres coloniaux furent distribués autour de lui.
|                            | Chef-lieu  | Annexe 1     | Annexe 2      | Annexe 3    | Annexe 4 | Annexe 5    |
| Noms coloniaux             | Ménerville | Souk El Haad | Bellefontaine | Félix-Faure | Courbet  | Rocher Noir |
| Noms algériens             | Thénia     | Souk El Had  | Tidjelabine   | Si Mustapha | Zemmouri | Boumerdès   |
| Code postal de 1962 à 1984 | 16000      | 16000        | 16000         | 16000       | 16000    | 16000       |
| Code postal de 1984 à 2008 | 35470      | 35480        | 35490         | 35270       | 35260    | 35000       |
| Code postal après 2008     | 35005      | 35020        | 35021         | 35028       | 35012    | 35000       |

### Maires de 1860 à 1962
Le centre de population coloniale de Si Mustapha a été érigé en commune de plein exercice par décret du 30 novembre 1874.
Cette commune de Si Mustapha a ensuite été divisée en cinq sections par décret du 6 août 1875.
La première de ces sections, comprenant le village et le territoire de Si Mustapha, a pris le nom de Félix Faure par décret du 10 août 1899 en tant que section administrative spécialisée.
C'est en 1900 que la commune de Si Mustapha a changé de nom pour passer de "Blad Guitoun بلاد قيطون" à Félix Faure-Courbet.
Liste des maires de Si Mustapha avant l'indépendance de l'Algérie le 5 juillet 1962:
|     | Prénoms et Noms         | Début du Mandat | Fin du Mandat  |
| 1er | Germain Chaix           | 1860            |                |
| 2e  | Léon Germain Vinsonnaud | 1876            |                |
| 3e  |                         |                 |                |
| 4e  | Auguste Beyer           | 1920            | 1925           |
| 5e  |                         |                 |                |
| 6e  | Georges Paternot        |                 | 5 juillet 1962 |

### Maires de 1962 à 1984
Liste des maires de Si Mustapha depuis l'indépendance de l'Algérie le 5 juillet 1962 jusqu'au découpage administratif du 4 avril 1984:
|                                | Prénoms et Noms                                                       | Début du Mandat   | Fin du Mandat     |
| Référendum d'autodétermination | Hocine Djennadi, Henri Pérochon, Hocine Redjouani et Dahmane Derriche | 19 mars 1962      | 6 août 1962       |
| Délégation communale spéciale  | Henri Pérochon, Hocine Redjouani, Hocine Djennadi et Ahmed Rahmoune   | 6 août 1962       | 20 septembre 1962 |
| 1er                            | Hocine Djennadi                                                       | 20 septembre 1962 | 16 mai 1963       |
| 2e                             | Moussa Ambar                                                          | 16 mai 1963       | 5 février 1967    |
| 3e                             | Boualem Ifri                                                          | 5 février 1967    | 2 juillet 1974    |
| 4e                             | Boualem Ifri                                                          | 2 juillet 1974    | 25 février 1977   |
| 5e                             | Amar Arrar                                                            | 25 février 1977   | 5 mars 1982       |
| 6e                             | Amar Arrar                                                            | 5 mars 1982       | 4 février 1984    |

### Maires depuis 1984
Liste des maires de Si Mustapha depuis l'indépendance de l'Algérie depuis le découpage administratif du 4 avril 1984:
|     | Prénoms et Noms    | Début du Mandat  | Fin du Mandat    |
| 1er |                    |                  |                  |
| 2e  |                    |                  |                  |
| 3e  | Hamid Hirèche      | 10 octobre 2002  | 23 janvier 2003  |
| 4e  | Kamel Zanaz        | 23 janvier 2003  | 13 décembre 2005 |
| 5e  |                    |                  |                  |
| 6e  | Fodhil Ali Boudhar | 29 novembre 2007 | 29 novembre 2012 |
| 7e  | Ali Bouaziz        | 29 novembre 2012 | En fonction      |

## Population

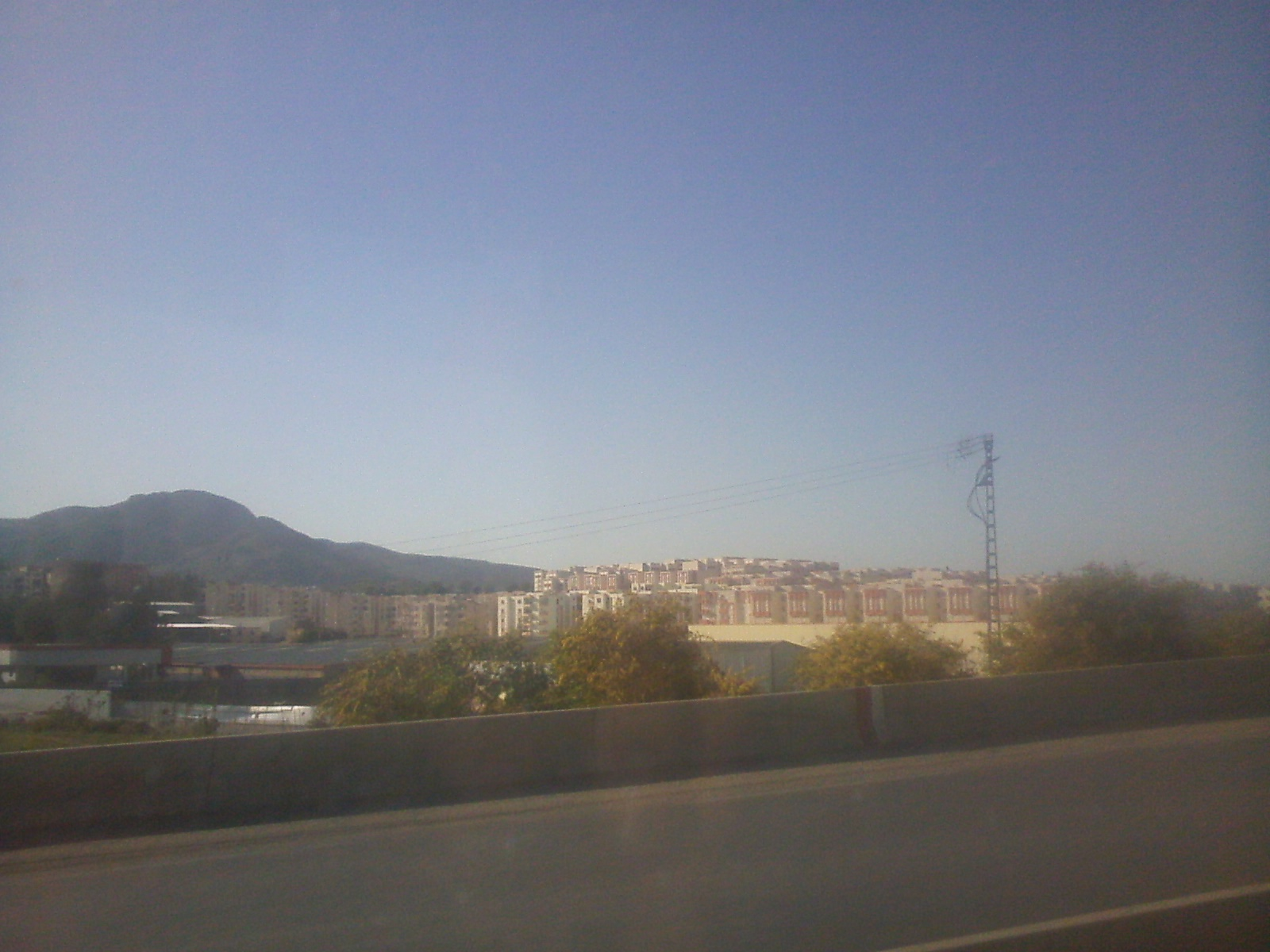
Vue sur les nouvelles cités à Si Mustapha.

La commune de Si Mustapha, qui était du ressort de la Préfecture d’Alger comprenait les villages de Zaâtra, Zemmouri (depuis 1875), les deux hameaux d’Isserbourg, les fermes et le territoire des Issers-El-Ouidan.
La population de Si Mustapha comptait 773 Européens et 3877 Algériens en 1900.
Sa superficie totale était de 11,841 hectares 12 ares 35 centiares.
Depuis la création de la commune de Si Mustapha en 1874, le total de sa population n'a cessé de croître.
|     | Année du recensement | Algériens | Européens | Population totale |
| 1er | 1900                 | 3 877     | 773       | 4 650             |
| 2e  |                      |           |           |                   |
| 3e  |                      |           |           |                   |

En 2008, la population de la commune de Si Mustapha était de 12 087 habitants contre  en 1987 :
| 1987 | 1998 | 2008   |
| ---- | ---- | ------ |
| -    | -    | 12 087 |

| Commune     | Population | Taux de croissance annuel 2008/1998 |
| ----------- | ---------- | ----------------------------------- |
| Si Mustapha | 12 087     | 3,0 %                               |

## Enseignement

### Écoles primaires
1. École primaire Ali Boudhar.
2. École primaire de l'ancien quartier.
3. École primaire du nouveau quartier.
4. École primaire en construction.
5. École primaire en projet.

### Collège
1. Collège moyen de l'ancien quartier.
2. Collège moyen en projet.

### Lycée secondaire
1. Lycée secondaire AHMED BEN AYAD

### Centre de formation professionnelle
La commune de Si-Mustapha est dotée du centre de formation professionnelle et de l'apprentissage (CFPA) Saïd Zaoui.

## Santé
La commune de Si-Mustapha est dotée d'un centre de santé (EPSP).

## Transports

### Transport routier
La commune de Si-Mustapha est parcourue par plusieurs routes terrestres.
- La route nationale: RN5: d'Alger à Bouira.
- La route nationale: RN12: de Thénia à Tizi Ouzou.
- La route nationale: RN24D: de Si-Mustapha à Zemmouri.
- La route wilayale: RW35: de Si-Mustapha à Issers.

### Transport ferroviaire
La commune de Si Mustapha est parcourue par la voie ferrée du chemin de fer reliant les deux villes d'Alger et de Tizi Ouzou.
C'est en 1886 que la station ferroviaire de Blad Guitoun a été mise en service.
Le maître d'œuvre de cette station ferroviaire était la compagnie Est-Algérien.
Cette station, devenue gare ferroviaire de Félix Faure en 1900, avait pour usage le transport de voyageurs et de marchandises.
En tant que gare de passage, cette gare de Si Mustapha comprenait à une halle à marchandises.
Le projet de réhabilitation du tronçon ferroviaire entre Thénia et Thénia a maintenu l'emplacement de cette gare ferroviaire, où un nouveau bâtiment voyageur y est projeté, alors que l'ancien bâtiment de cette gare est destiné à la démolition.

## Économie
L'Entreprise Nationale des Granulats "ENG" comprend une unité à Si-Mustapha chargée de la gestion des activités de production, de commercialisation et de développement des granulats, du carbonate de calcium et des pierres ornementales.
Cette unité de Si-Mustapha a été mise en service en 2007. Le doublement de la capacité de l'unité de Si-Mustapha pour plus 1 million de tonnes a été décidé.

## Personnalités liées à la commune
- Mohamed El Aïchaoui, militant nationaliste
- Nouria Benida-Merah, championne olympique du 1 500 m aux Jeux olympiques de Sydney.
- Ghermoul Ahmed. Haute figure du syndicalisme algérien pendant la guerre d'indépendance. L'un des fondateurs de l'UGTA[37]